# Relazioni bilaterali tra Colombia e Francia
Le relazioni bilaterali tra Colombia e Francia sono le relazioni diplomatiche tra la Repubblica di Colombia e la Repubblica francese. Entrambi questi stati sono membri dell'Organizzazione per la cooperazione e lo sviluppo economico e delle Nazioni Unite.

## Storia
Il primo contatto tra la Francia e il territorio dell'attuale Colombia ebbe luogo nel maggio del 1697 durante la spedizione francese su Cartagena, un attacco da parte dei francesi sulla città fortificata di Cartagena come parte della Guerra della Grande Alleanza. Durante l'inizio del XVIII secolo, molti esploratori francesi viaggiarono verso la costa caraibica della Colombia e verso il Golfo di Urabá. Questo successivamente portò all'immigrazione di circa 200 francesi in Colombia tra il 1843 e il 1851.
Durante la guerra d'indipendenza della Colombia contro la Spagna, molti francesi combatterono nella guerra per la Colombia contro le forze spagnole. Subito dopo l'indipendenza, la Colombia e la Francia stabilirono relazioni diplomatiche il 1º gennaio del 1830. La Francia divenne un importante modello culturale e intellettuale per la Colombia del XIX secolo.
Nel settembre del 1964, il presidente francese Charles de Gaulle si recò in visita ufficiale in Colombia, diventando il primo capo di governo francese a visitare la nazione sudamericana. Durante la sua visita, il presidente de Gaulle incontrò il presidente colombiano Guillermo León Valencia.
Fin dagli anni 2000, il governo francese era stato un forte sostenitore dell'iniziativa colombiana per lo scambio umanitario tra le forze armate rivoluzionarie della Colombia e il governo colombiano. Inoltre, il governo francese è stato attivamente coinvolto nella promozione del rilascio della doppia nazionalità colombiano-francese per Íngrid Betancourt.
Nel gennaio del 2017, il presidente francese François Hollande ha fatto una visita in Colombia, la prima in 25 anni dalla visita del presidente François Mitterrand. Nello stesso anno, entrambe le nazioni hanno celebrato l'Anno Francia-Colombia, che ha segnato un anno di eventi culturali che celebrano la ricchezza di entrambe le nazioni. Nel giugno del 2017, il presidente colombiano Juan Manuel Santos si è recato in visita in Francia per dare inizio alle celebrazioni del doppio anno e ha incontrato il presidente francese Emmanuel Macron.
Nel giugno del 2019, il presidente colombiano Iván Duque Márquez si è recato a Parigi per discutere del processo di pace colombiano e della crisi in corso in Venezuela e dell'aumento della migrazione dei cittadini venezuelani in Colombia.
La Colombia è inoltre il quinto più grande stato beneficiario globale di aiuti francesi allo sviluppo (e il più grande nelle Americhe).

## Visite di alto livello
Visite presidenziali dalla Colombia alla Francia
- Presidente Andrés Pastrana Arango (2001)
- Presidente Álvaro Uribe Vélez (2008)
- Presidente Juan Manuel Santos (2011, 2014, 2015, 2017)
- Presidente Iván Duque Márquez (2018, 2019)

Visite presidenziali dalla Francia alla Colombia
- Presidente Charles de Gaulle (1964)
- Presidente François Mitterrand (1985, 1989)
- Presidente François Hollande (2017)

## Accordi bilaterali
Entrambe le nazioni hanno firmato diversi accordi bilaterali quali un accordo sugli scambi culturali (nel 1952); un accordo sui trasporti aerei (nel 1953); un accordo di cooperazione tecnica e scientifica (nel 1963); un accordo di cooperazione culturale (nel 1979); un accordo di cooperazione universitaria (nel 1996); un accordo per la cooperazione militare tecnica (nel 1996); un accordo in materia penale e assistenza giudiziaria reciproca (nel 1998); un accordo sulla promozione e la protezione reciproche degli investimenti (nel 2014); un accordo per evitare la doppia imposizione e prevenire l'evasione fiscale rispetto alle imposte sul reddito e sul patrimonio (nel 2015); un accordo su un programma di vacanza e lavoro (nel 2016); un accordo sulla cooperazione finanziaria (sempre nel 2016); un accordo per la cooperazione turistica (nel 2017); un accordo di cooperazione in materia di ambiente e risorse naturali (nel 2019).

## Rappresentanze diplomatiche
La Colombia ha un'ambasciata a Parigi.
La Francia ha un'ambasciata a Bogotà.